# PC-8200シリーズ
PC-8200シリーズは、日本電気が発売していたパーソナルコンピュータのシリーズである。「シリーズ」と名付けられているが、日本国においては1機種のみの発売だった（日本国外では、PC-8201の国外仕様であるPC-8201Aの他に、後継機のPC-8300も存在する）。日本電気の特約店（NECビットイン、NECマイコンショップ）のほか、日本電気ホームエレクトロニクスの家庭電化商品の販売ルートで販売された。
PC-8000シリーズとPC-8800シリーズの中間に位置づけられ、A4サイズのハンドヘルド型本格ビジネスパソコンとして展開された。まだノート型パソコンが存在しなかった当時におけるノートPCに相当する役割の製品だった。

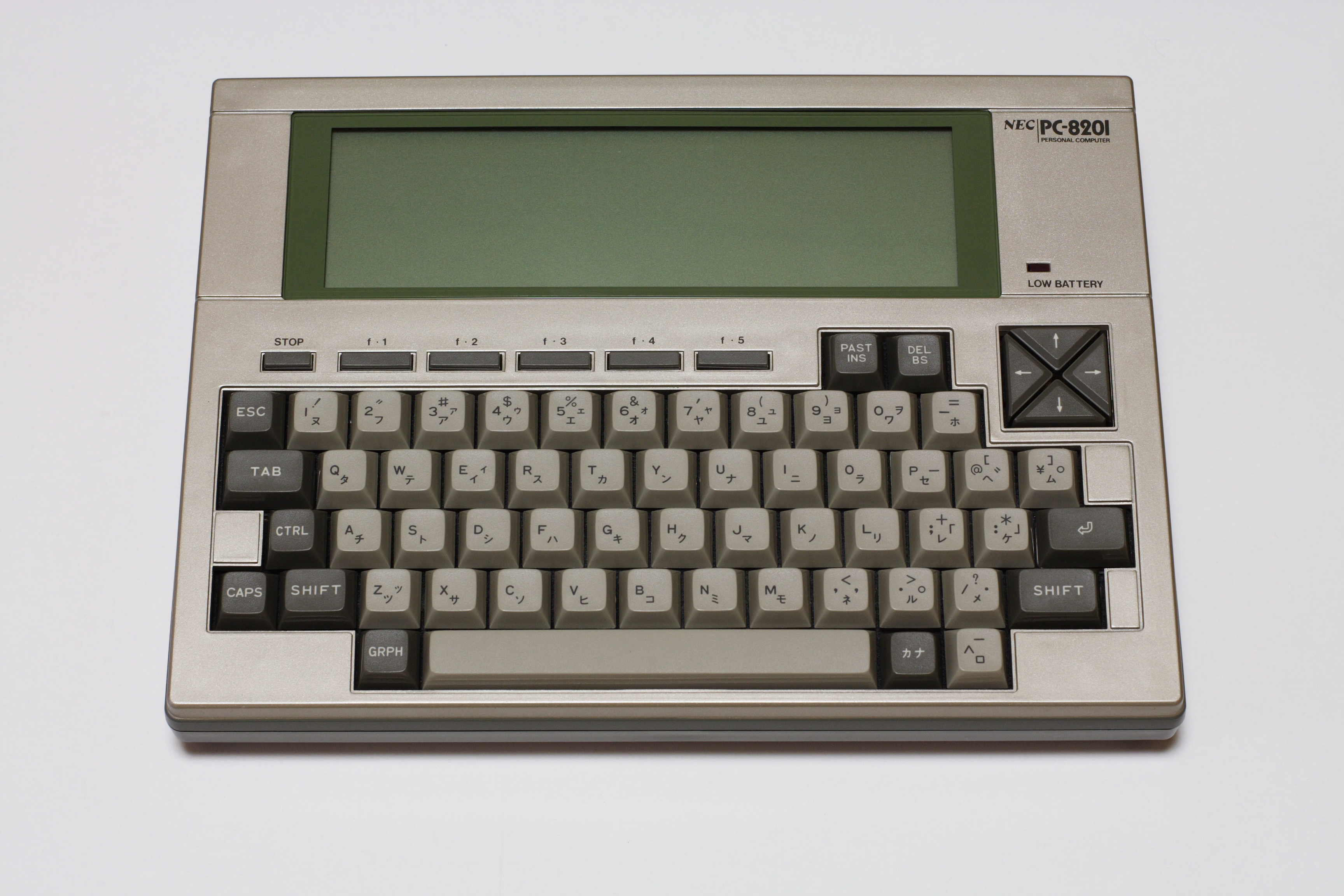
PC-8201

## PC-8201
1983年3月に発売。標準小売価格は138,000円。
A4サイズのハンドヘルドコンピュータで、液晶ディスプレイとキーボードが一体となっている。本体の色はアイボリーホワイト、ワインレッド、メタリックの3種類。
液晶ディスプレイはかなり横長で、グラフィックは最大240×64ドット、テキストは40文字×8行。
キーボードは標準的なJIS配列。ただし、本体のサイズが小さいためかテンキーがないのはもちろんのこと、「ロ（ろ）」のキーが最下段にはみ出ていたのが特徴的だった。
簡易英文ワードプロセッサ（機能名TEXT）をROMで搭載。また電話機を取り付けることでデータ通信（機能名TELECOM）が可能だった。
電源はACアダプタ、Ni-Cd電池パックの他に、PC-2001と同様に単3乾電池4個でも稼働する点が特徴。
元は京セラのOEMで、日本国外ではTandy社のTRS-80 Model 100、OlivettiのM-10として発売された。またPC-8200シリーズとしても、PC-8201Aという日本国外仕様のモデルが発売されている。

### 仕様

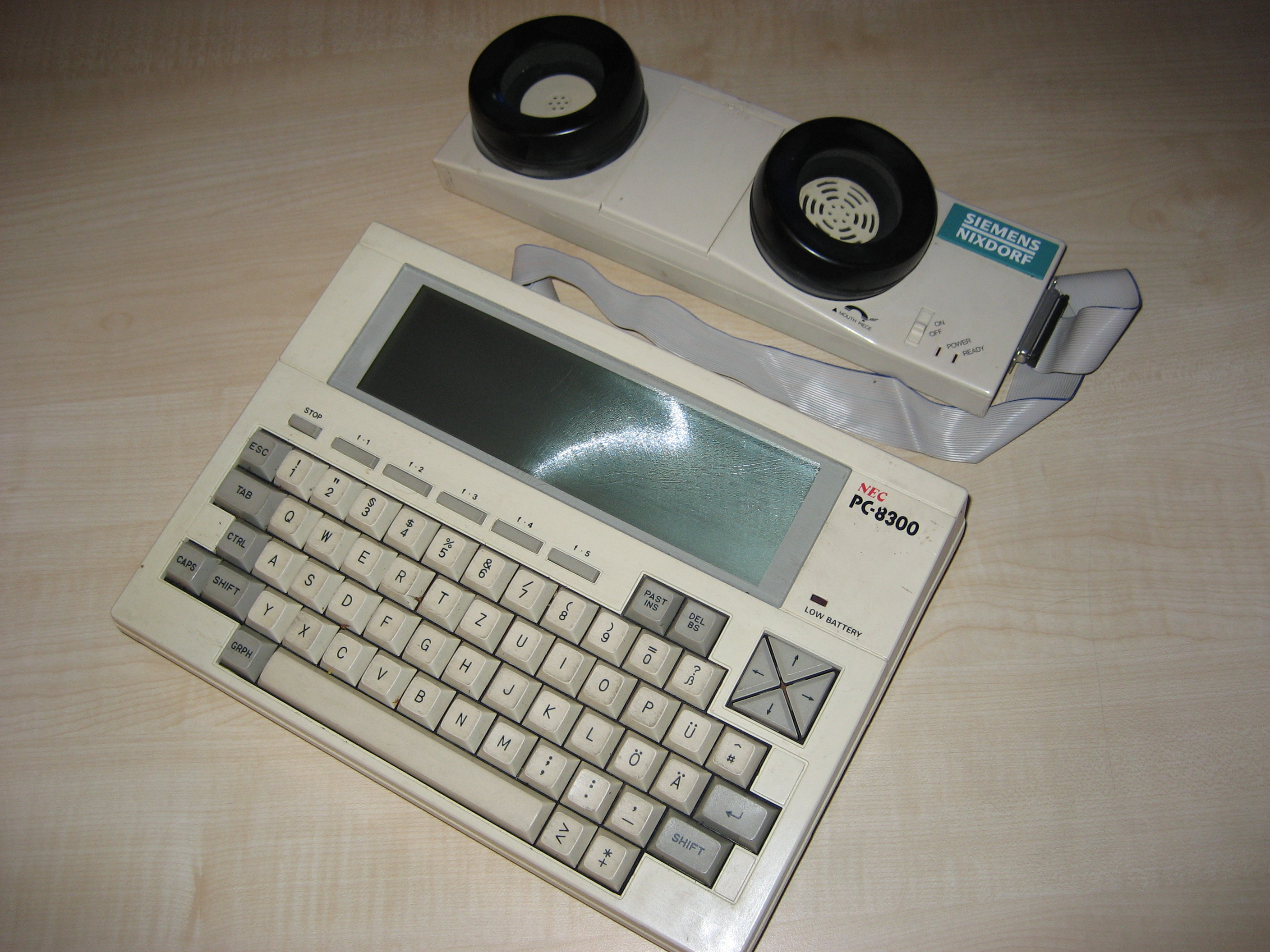
PC-8300

- CPU 80C85（8085のCMOS版）2.4MHz
- ROM 標準32Kbytes（最大192KB，本体内に64Kbytesまで拡張可能）[1]
- RAM 標準16Kbytes（最大96KB，本体内に64Kbytesまで拡張可能）[1]
- 画面解像度 テキスト：40桁x8行、グラフィック：240x64ドット[1]
- BASIC N82-BASIC(N-BASICをベースとしてコマンドとステートメントの追加と削除が行われている)[2]
  - 削除された主なコマンド、ステートメント(AUTO、CONSOLE、SWAP、TRON、TROFF、LINE、MON)[2]
  - 追加された主なコマンド、ステートメント(BLOAD、BSAVE、EDIT、SOUND)[2]
  - N-BASICで作成、テープにSAVEされたプログラムをN82-BASICでLOADすることができた(削除されたコマンドやステートメントは "*PC*" で置き換えられた[3])
  - プログラムを修正する時、N82-BASICモードからEDITコマンドでTEXTモードに移行する必要がある。TEXTモードからN82-BASICモードに戻るには、F・10(ファンクションキー10)を押す[4]。
- インタフェース
  - フロッピーディスク（インタフェースPC-8233を介してPC-8031-1WまたはPC-8031-2Wと接続可能[1]。その他の接続可能なディスクユニットは#主な周辺機器のPC-8233 FDD I/Fユニットの項を参照）
  - シリアルI/O（ディスクユニット，RAMファイル接続用）
  - バーコードリーダ（HP社のインターフェース仕様になっており、NEC製RC-8201の他、HP社製も接続可能[1]）
  - プリンタ
  - RS-232C
  - CMT（600ボー）
  - システムスロット（ROM／RAMカセット，CRTインタフェースPC-8240接続用）
- バッテリ駆動時間 マンガン電池使用時：6時間，アルカリ電池使用時：18時間
- バッテリバックアップ RAM16KB：26日以上，RAM64KB：7日以上[2]
- 外形寸法 300(W)×215(D)×35〜61(H)mm(キーボード側が35mm、ディスプレイ側が61mm)[1]
- 重量 1.7kg

### 主な周辺機器
- PC-8201-01 漢字ROMカートリッジ
- PC-8201-06 増設RAM（容量8KB）
- PC-8201-90 Ni-Cd電池パック
  - 本体裏の乾電池用スペースに装着して使用
  - 連続稼働時間5.5時間（常温時）
- PC-8205 ROMカートリッジ（容量128KB）
- PC-8206 RAMカートリッジ（容量32KB）
- PC-8233 FDD I/Fユニット
  - 本体背面のFDコネクタに接続して使用
  - 接続可能なミニディスクユニット（PC-8031-1W, PC-8032-1W, PC-80S31, PC-80S32, PC-8031-1V, PC-8031-FDI）[5]
  - PC-8201とは19200bpsのシリアル転送。ディスクユニットはパラレル接続
- PC-8240 CRTアダプタ
  - CPU: μPD780C-1（Z80-A互換）4MHz
  - テキスト表示: 横40文字または80文字、縦20行または25行、モノクロまたはカラー8色
  - グラフィック表示: 640×200ドットのモノクロ/アトリビュートカラー表示、または320×200ドットの4色カラー表示
  - JIS第一水準漢字ROMボード（PC-8001mkII-01）を装着してCRTに漢字表示が可能
- PC-8246 バーコードリーダー[4]
- PC-8268 パーソナルカプラ（バッテリ駆動、300bps、全二重）

- PC-8269 インテリジェントテレホン（モデム内蔵）
- PS82-1014 簡易日本語ワードプロセッサ（ROMカートリッジ）
  - JIS第一水準漢字と編集ソフト（32KB ROM）と単漢字変換辞書（32KB ROM）を内蔵
  - RAMファイル16KBを標準搭載。32KBに拡張可。
  - テキストは全角文字12文字×3行表示で、画面の右側はレイアウト表示、最下行はファンクション表示と漢字変換に使用される
  - 作成した文章データをモデム（RS-232C）経由で上位機種（文豪シリーズ）に転送が可能
- PC-6081 オーディオカセット[4]

## PC-8201の姉妹機及び後継機
日本国外では、TRS-80 Model 100が姉妹機で、アーキテクチャはかなり近いものの、インターフェイスには違いがある。両者はどちらも、京セラがハードウェアの設計と製造を担当した。また、日本国ではPC-8201の直接の後継機は出なかったが、日本国外においてはPC-8300という後継機が出た。また、PC-8200シリーズの後継的シリーズとして、ROM-BASICを廃しCP/M80を搭載したPC-8401（Starlet）およびPC-8500という機種も出ている。
PC-8201やこれら後継機の開発の経験が、後のPC-98LT、さらには98NOTEの開発へと繋がっている。そのためか、PC-98LTのデザインはPC-8401や8500に酷似している。